# Afónia
Az afónia a diszfónia súlyos formája, ami a hang elvesztését jelenti. A gégét a bolygóideg nervus laryngeus recurrens ága idegzi be. Ennek kétoldali sérülése az afónia fő oka. A sérülést okozhatja daganat, vagy lehet műtét (például pajzsmirigyeltávolítás) következménye is. Nem jelent minden esetben teljes némaságot; az érintettek nagy része képes érthetően suttogni.

## Pszichogenikus afónia
Pszichológiai problémákkal küzdő betegekben gyakori. A gégészeti vizsgálat azt mutatja, hogy ha a beteget hangadásra kérik, akkor a hangszalagok nem tudják megközelíteni a középvonalat. Ha a beteg köhög, akkor viszont ez sikerül. A kezeléshez logopédus közreműködése is szükséges. Lehet, hogy pszichológusra is szükség van.

## Okai
Az afóniának több oka is lehet, de legtöbbször a gége sérülése okozza. Bármely sérülés lehet ok, ami a hangszalagokat érinti. 
A hangadáshoz az kell, hogy a hangszalagok meg tudják közelíteni egymást, és rezegjenek. Ez adja a hangot a beszédhez és az énekléshez. 
Ha a hangszalagok nem tudják megközelíteni egymást, és rezegni, akkor a hang elvész. Ettől lehet, hogy az érintett még tud suttogni, mert ahhoz elég az álhangszalagokat rezgésbe hozni; a nervus recurrens kétoldali sérülése esetén viszont a hangadás képessége teljesen elvész.
A félelem szintén egy gyakori kiváltó ok.

## Lásd még
- Afázia
- Dizartria